# Международный аэропорт имени Мельхиора Ндадайе
Международный аэропорт имени Мельхиора Ндадайе (фр. Aéroport international Melchior Ndadaye) (ИАТА: BJM, ИКАО: HBBA); ранее — Международный аэропорт Бужумбуры (фр. Aéroport international de Bujumbura) — основной международный аэропорт Бурунди, расположенный в крупнейшем городе страны, Бужумбуре.

## История
Был открыт в 1952 году. В плане развития аэропорта до 2025 года — построить новую диспетчерскую вышку и новое здание пассажирского терминала.
1 июля 2019 года аэропорт получил новое название в честь первого демократически избранного президента страны — Мельхиора Ндадайе.

## Галерея

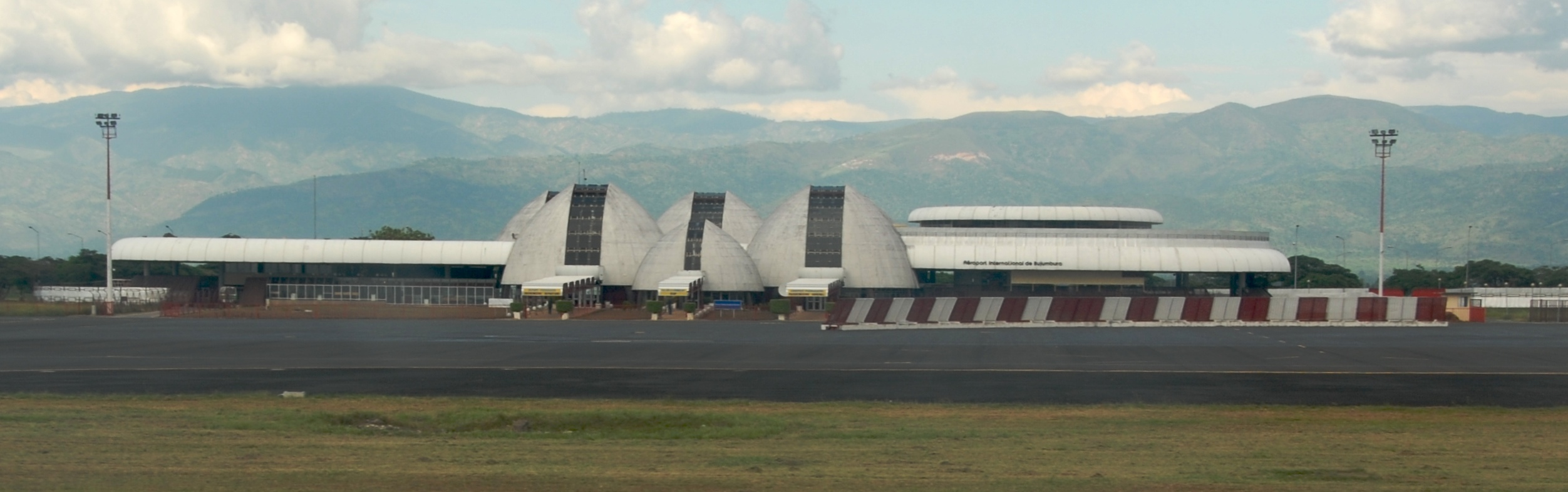
Терминал аэропорта Бужумбуры
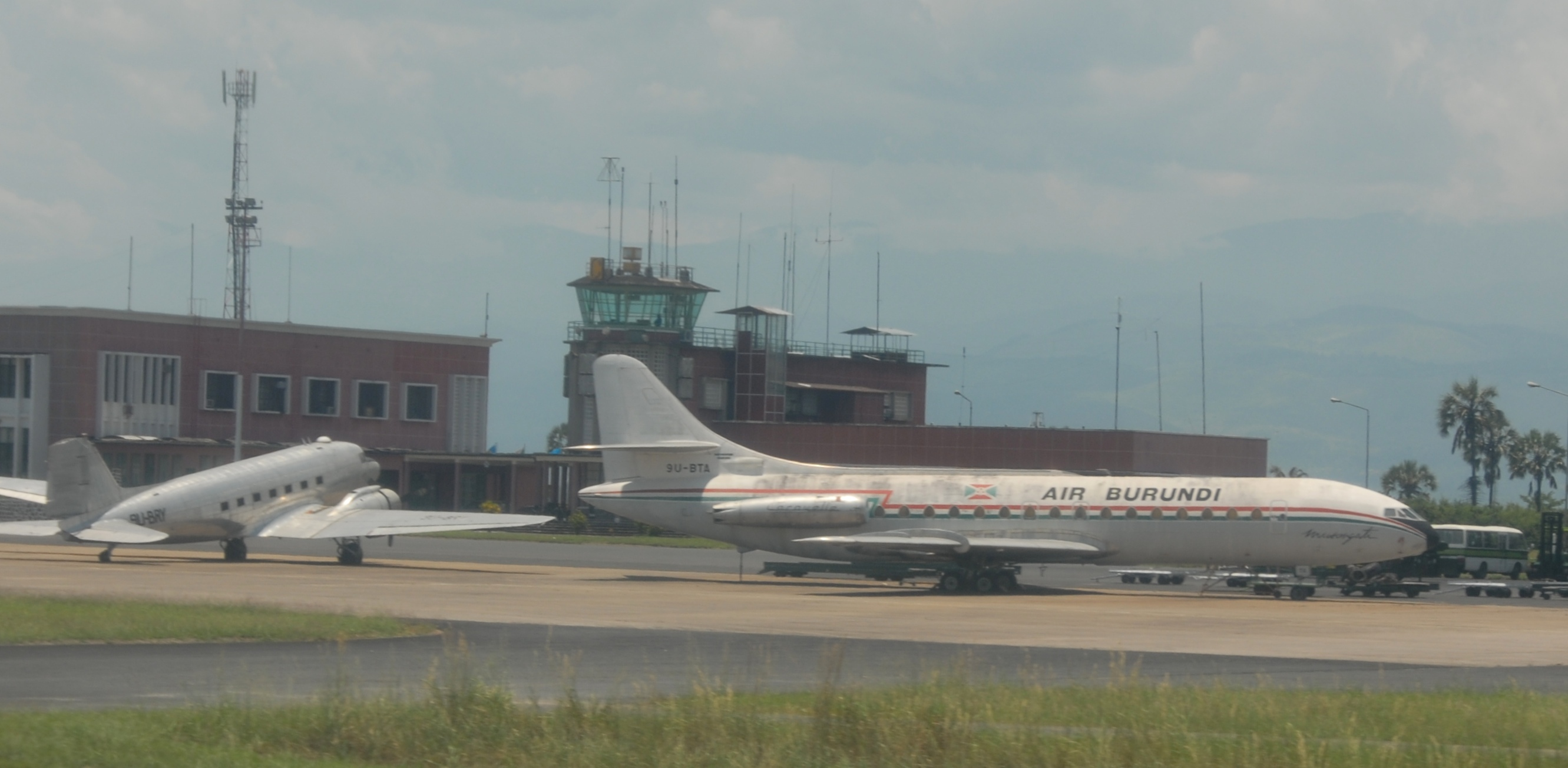
Самолёты Sud Aviation Caravelle(9U-BTA) авиакомпании Air Burundi и Douglas DC-3(9U-BRY) Burundi Air Force в 1976 году

## Пассажиропоток
Данные из запроса в Викиданные.

## Инциденты
21 ноября 2019 года самолёт авиакомпании Ethiopian Airlines выполняющий рейс ET817 и следующий по маршруту Аддис-Абеба-Кигали совершил посадку в аэропорту Бужумбуры. Один из пассажиров заперся в туалетной кабинке и сообщил, что у него с собой бомба. Угроза оказалась ложной, пассажир был арестован, никто не пострадал.